# 알베르트 리벤
앨버트 라이븐(Albert Lieven, 1906년 6월 22일 ~ 1971년 12월 22일)은 독일의 연극 배우, 영화배우이다.
올슈티네크에서 태어났으며 런던에서 사망하였다. 사인은 암이다.

## 영화
- 나바론 요새 (1961년)
- 서브웨이 인 더 스카이 (1959년)
- 악마의 장군 (1955년)
- 트리에스테 야간열차 (1948년)
- 비웨어 오브 피티 (1946년)
- 처녀의 애정 (1946년) - 맥스웰 레이든 역
- 직업 군인 캔디씨 이야기 (1943년)